# 布雷日紐 (北里約格朗德州)
布雷日紐（葡萄牙語：Brejinho），是巴西的城鎮，位於該國東北部，由北里約格朗德州負責管轄，始建於1963年3月21日，面積59平方公里，海拔高度144米，2012年人口11,769，人口密度每平方公里201.08人。